# Пардо-и-Барреда, Хосе
Хосе Пардо-и-Барреда (исп. José Pardo y Barreda, 24 февраля 1864 — 3 августа 1947) — перуанский политик, дважды занимал пост президента Перу, с 1904 по 1908 год и с 1915 по 1919 год.

## Биография
Хосе Пардо родился в столице в семье будущего первого гражданского президента Перу и основателя Гражданской партии Мануэля Пардо. На момент избрания отца на пост президента Хосе Пардо было 7 лет. Внук писателя, поэта и политика Фелипе Пардо-и-Альяга.
Впоследствии Хосе Пардо возглавил партию, созданную его отцом, затем работал в правительстве министром иностранных дел, при президенте Эдуардо Лопесе де Романья в 1903—1904 годах занимал пост премьер-министра.

## Первое Президентство
После смерти президента Мануэля Кандамо были назначены новые выборы, на которых Хосе Пардо был выдвинут кандидатом на пост президента от Гражданской партии Перу. От Демократической партии был выдвинут Николас де Пьерола который впоследствии отказался от борьбы, и Хосе Пардо был избран на пост президента.
Основной заслугой президентства Прадо считается реформа образования, проведённая в 1905 году. Впервые на муниципалитеты была возложена обязанность по обязательному открытию бесплатных школ по всей стране в маленьких деревнях и шахтёрских посёлках. По новому закону школы должны были открываться во всех населённых пунктах с населением свыше 200 жителей. В Перу было также открыто два педагогических училища для подготовки учителей.
В его президентство была основана новая служба — Трудовая Инспекция для наблюдения за соблюдением условий труда и законности в этой сфере. В области культуры были основаны: Национальная Академия Истории, Школа Искусств, Национальная Консерватория, а также Национальный Музей Истории. Также было основано командное училище для высших офицеров.

## Второе президентство
Во время его второго президентства Хосе Пардо был вынужден противостоять последствиям Первой мировой войны, а также требованием населения о введении восьмичасового рабочего дня, который в результате предоставили 15 января 1919 года.
За месяц до окончания своего президентского срока Хосе Пардо был смещён с поста в результате переворота, организованного Аугусто Легией, после чего он вынужден был покинуть страну. Следующие 11 лет своей жизни Пардо провёл на юге Франции, после чего возвратился в Перу. Хосе Пардо умер в Лиме в 1947 году на 68-м году жизни.
В истории Перу было всего два случая, когда сыновья президентов сами впоследствии становились президентами, кроме Хосе Пардо, являвшегося сыном Мануэля Пардо, президентом становился также Мануэль Прадо-и-Угартече, сын Мануэля Игнасио Прадо.